# Barbacoll maculat
El barbacoll maculat (Nystalus maculatus) és una espècie d'ocell de la família dels bucònids (Bucconidae) que habita boscos, arbusts i matolls del nord-est i centre del Brasil.